# 이미현 (배구 선수)
이미현(1985년 7월 26일 ~ )은 배구선수이다. GS칼텍스 배구단에서 데뷔하였고 양산시청, 포항시체육회에서 활약하였다. 2014년 흥국생명 배구단의 주전세터의 부상여파로 구멍이 생긴 흥국생명 핑크스파이더스에서 시즌중에 급하게 영입하였고 시즌내내 몸을 아끼지않은 훌륭한 활약으로 팀을 이끌었다.